# Blackwall (New South Wales)
Blackwall ist eine Vorstadt im mittleren Küstenabschnitt von New South Wales in Australien. Es liegt unmittelbar südlich von Woy Woy am Brisbane Water, 81 km nördlich von Sydney, 15 km südlich von Gosford  und 3 km vom Zentrum Woy Woys entfernt. Die Gemeinde gehört zur Local Government Area Gosford City.
Blackwall wurde 1863 nach Blackwall on the Thames by Rock Davis benannt, einem Schiffbauer im Ort. Blackwall on the Thames war in England in den Jahren zwischen 1837 und 1869 als Hersteller der Blackwall-Kühlschränke bekannt.
Im Ortskern befinden sich zahlreiche Geschäfte. Blackwell hat eine öffentliche Schule mit Kindergarten. Ferner gibt es in Blackwall eine Polizeistation.
Die Vorstadt besitzt eine Slipanlage für Boote und ein Erholungsgebiet, die Kitchener Reserve, wo es Wanderwege und Aussichtspunkte am Blackwell Mountain gibt. Der Teil östlich des Kitchener-Parks heißt Orange Grove.